# Herbert John Gladstone
Herbert John Gladstone, I visconte Gladstone (Londra, 18 febbraio 1854 – Ware, 6 marzo 1930), è stato un politico britannico.

## Biografia
Figlio del quattro volte primo ministro William Ewart Gladstone, nacque a Downing Street quando il padre era Cancelliere dello Scacchiere. Era il terzo figlio, dopo William Henry ed Henry Neville.
Studiò ad Eton e poi allo University College Oxford. Nel 1880 divenne il segretario privato del padre, ed in quello stesso anno - dopo aver tentato senza successo di essere eletto nella circoscrizione del Middlesex, fu eletto deputato a Leeds e in seguito a Leeds West nelle file del partito liberale. Dall'anno successivo cominciò a ricoprire incarichi governativi. Nel 1892, col ritorno al potere del padre, divenne sottosegretario al Ministero dell'Interno e due anni più tardi - nel governo guidato da Lord Rosebery - ministro del lavoro e dell'edilizia pubblica.
Nel 1899 fu nominato capogruppo del partito liberale ed in questa veste trattò - nel 1903 - per l'alleanza elettorale con il Partito Laburista.
Nel 1905 ritornò in un governo, come Ministro dell'Interno (ruolo che automaticamente lo inseriva nel Privy Council) nel governo guidato da Henry Campbell-Bannerman, confermato poi dal successivo primo ministro, Herbert Henry Asquith. Tuttavia il suo ufficio non viene annoverato tra i più positivi, anche a causa della non brillante gestione di una parata di cattolici per le strade di Londra che fece contrariare tanto il primo ministro Asquith che il re Edoardo VII. Questo segnò sostanzialmente la fine della sua carriera politica: si dimise nel 1910 da ministro e fu nominato Alto Commissario per l'Africa Meridionale e Governatore generale dell'Unione Sudafricana, ruoli che ricoprì fino al 1914. In occasione di queste nomine fu insignito del titolo di Cavaliere di Gran Croce Ordine di San Michele e San Giorgio e nominato visconte della Contea di Lanark.
Ritornato dal Sudafrica fu nominato Cavaliere di Gran Croce dell'Ordine del Bagno e durante la prima guerra mondiale fu protagonista di molte attività caritatevoli tanto in Gran Bretagna quanto in Sudafrica. Nel 1917 fu nominato Cavaliere di Gran Croce dell'Ordine dell'Impero Britannico.
È morto nel 1930 nella sua casa di Ware. Sposato con Dorothy Mary Paget, non ebbe tuttavia figli, sicché il titolo di visconte Gladstone si estinse alla sua morte.

## Ascendenza
|                                              |                                   |                                       | Genitori                         |  |  | Nonni |  |  | Bisnonni          |  |  | Trisnonni       |  |
|                                              |                                   |                                       |                                  |  |  |       |  |  | Thomas Gladstones |  |  | John Gladstones |  |
|                                              |                                   |                                       |                                  |  |  |       |  |  | Thomas Gladstones |  |  | John Gladstones |  |
|                                              |                                   | Janet Aitken                          |                                  |  |  |       |  |  | Thomas Gladstones |  |  |                 |  |
| sir John Gladstone, I baronetto              |                                   |                                       |                                  |  |  |       |  |  | Thomas Gladstones |  |  |                 |  |
|                                              |                                   | Helen Neilson                         | Walter Neilson                   |  |  |       |  |  |                   |  |  |                 |  |
|                                              |                                   | Helen Neilson                         | Walter Neilson                   |  |  |       |  |  |                   |  |  |                 |  |
|                                              |                                   | Helen Neilson                         | Margaret Mutter                  |  |  |       |  |  |                   |  |  |                 |  |
| rt. hon. William Ewart Gladstone             |                                   | Helen Neilson                         |                                  |  |  |       |  |  |                   |  |  |                 |  |
|                                              |                                   | Andrew Robertson                      | George Robertson                 |  |  |       |  |  |                   |  |  |                 |  |
|                                              |                                   | Andrew Robertson                      | George Robertson                 |  |  |       |  |  |                   |  |  |                 |  |
|                                              |                                   | Andrew Robertson                      | Agnes Barbe                      |  |  |       |  |  |                   |  |  |                 |  |
| Anne Robertson                               |                                   | Andrew Robertson                      |                                  |  |  |       |  |  |                   |  |  |                 |  |
|                                              |                                   | Anne MacKenzie                        | Colin MacKenzie                  |  |  |       |  |  |                   |  |  |                 |  |
|                                              |                                   | Anne MacKenzie                        | Colin MacKenzie                  |  |  |       |  |  |                   |  |  |                 |  |
|                                              |                                   | Anne MacKenzie                        | Mary MacKenzie                   |  |  |       |  |  |                   |  |  |                 |  |
| Herbert John Gladstone, I visconte Gladstone |                                   | Anne MacKenzie                        |                                  |  |  |       |  |  |                   |  |  |                 |  |
|                                              | sir Stephen Glynne, VII baronetto | sir John Glynne, VI baronetto         |                                  |  |  |       |  |  |                   |  |  |                 |  |
|                                              | sir Stephen Glynne, VII baronetto | sir John Glynne, VI baronetto         |                                  |  |  |       |  |  |                   |  |  |                 |  |
|                                              | sir Stephen Glynne, VII baronetto | Honora Conway                         |                                  |  |  |       |  |  |                   |  |  |                 |  |
| sir Stephen Glynne, VIII baronetto           | sir Stephen Glynne, VII baronetto |                                       |                                  |  |  |       |  |  |                   |  |  |                 |  |
|                                              |                                   | Mary Bennett                          | Richard Bennett                  |  |  |       |  |  |                   |  |  |                 |  |
|                                              |                                   | Mary Bennett                          | Richard Bennett                  |  |  |       |  |  |                   |  |  |                 |  |
|                                              |                                   | Mary Bennett                          | …                                |  |  |       |  |  |                   |  |  |                 |  |
| Catherine Glynne                             |                                   | Mary Bennett                          |                                  |  |  |       |  |  |                   |  |  |                 |  |
|                                              |                                   | Richard Griffin, II barone Braybrooke | Richard Neville Aldworth Neville |  |  |       |  |  |                   |  |  |                 |  |
|                                              |                                   | Richard Griffin, II barone Braybrooke | Richard Neville Aldworth Neville |  |  |       |  |  |                   |  |  |                 |  |
|                                              |                                   | Richard Griffin, II barone Braybrooke | Magdalen Calendrini              |  |  |       |  |  |                   |  |  |                 |  |
| Mary Griffin                                 |                                   | Richard Griffin, II barone Braybrooke |                                  |  |  |       |  |  |                   |  |  |                 |  |
|                                              |                                   | Catherine Grenville                   | lord George Grenville            |  |  |       |  |  |                   |  |  |                 |  |
|                                              |                                   | Catherine Grenville                   | lord George Grenville            |  |  |       |  |  |                   |  |  |                 |  |
|                                              |                                   | Catherine Grenville                   | Elizabeth Wyndham                |  |  |       |  |  |                   |  |  |                 |  |
|                                              |                                   | Catherine Grenville                   |                                  |  |  |       |  |  |                   |  |  |                 |  |